# Ivar Johansson (Tierzüchter)
 Ivar Johansson (* 7. November 1891 in Hjortsberga, Kronobergs län, Südschweden; † 30. September 1988 in Djursholm bei Uppsala, Schweden) war ein schwedischer Tierzuchtwissenschaftler und Populationsgenetiker.

## Leben und Wirken
Er wurde auf einem kleinen Bauernhof in Südschweden geboren, besuchte die Volksschule und arbeitete im elterlichen Betrieb. Später bildete er sich in Grimslöv sowie in einer Landwirtschaftsschule weiter, absolvierte einen Kurs für Kontrollassistenten und schloss 1916 an einer Volkshochschule ab. Danach studierte er 1916–18 am landwirtschaftlichen Institut in Alnarp, erhielt aber keinen akademischen Abschluss, sondern nur die Befähigung als Landwirtschaftslehrer. Diese Tätigkeit übte er 1918–23 in den Fachgebieten Chemie und Tierwissenschaften aus. Dabei bildete er sich durch Teilnahme an Kursen, Vorlesungen (beim Pflanzengenetiker Herman Nilsson-Ehle) sowie mit Studienreisen nach Deutschland, Holland und Dänemark auf dem Gebiete der Tierzüchtung weiter.
1923 begann Johansson durch ein Stipendium eine Tätigkeit am Königlichen Landwirtschaftsamt in Stockholm. Dadurch war es ihm möglich, in den Jahren 1923/24 eine spezielle Ausbildung am Königlichen Veterinärkolleg – einem Institut mit akademischem Rang – in den Gebieten Anatomie und Physiologie zu erhalten. Ein weiteres Stipendium der Schwedisch-Amerikanischen Stiftung sicherte ihm 1924 das Studium der allgemeinen Tiergenetik an der Universität von Wisconsin in Madison (u. a. bei Leon Jacob Cole). Hier schloss er 1925 mit dem Titel Master of Science ab und wurde Extraordinarius für Tierzuchtlehre am Landwirtschaftlichen Institut in Ultuna bei Uppsala. 1930 hielt er sich 6 Monate in Wisconsin auf und schloss mit der Promotion ab. Wegen Neuordnung der Hochschulausbildung 1932 in Schweden musste er seine Stelle (wegen nicht voller akademischer Ausbildung) abgeben, wechselte als Assistenz-Professor für Genetik nach Wisconsin und erhielt dann doch 1933 die Professur für Tierzucht und Rassenlehre am neuen königlichen Landwirtschaftskolleg (oder Königlichen Landwirtschaftlichen Hochschule) in Uppsala. 1935 promovierte er noch zum Doktor der Philosophie (Ph. Dr.).
Das neue Institut für Haustiergenetik am Landwirtschaftskolleg hatte zunächst eine geringe finanzielle und personelle Ausstattung. Deswegen konnten keine Versuche an Großtieren, sondern nur Lehre und Datenauswertungen durchgeführt und darüber vielfältige Veröffentlichungen angefertigt werden. Das Promotionsrecht wurde erst Anfang der 1940er Jahre wirksam. 1950 ordnete man das parallel bestehende Institut für Tierzucht voll dem Landwirtschaftskolleg unter Johansson zu. Nach dem Ende des Zweiten Weltkrieges visitierten einige deutsche und baltische Studenten in Uppsala und fertigten ihre Doktorarbeiten an. So entwickelte sich hier – auch mit schwedischen jungen Tierzüchtern – eine eigene „Schule“.
Johanssen war ein exzellenter Lehrer und produktiver Publizist. In vielen Beiträgen für Fachzeitschriften und Bücher zeigte er seine Fähigkeit, den neuesten Kenntnisstand der Tierphysiologie und Populationsgenetik zu vermitteln. Hervorzuheben ist die Mitherausgabe des „Handbuchs der Tierzüchtung“ mit John Hammond und Fritz Haring (1958–1961), in dem er den Band „Haustiergenetik“ betreute. Für die schwedische Rinderzucht entwickelte er die Zuchtwertschätzung weiter, indem er statt der bisherigen Jahresergebnisse auf die Laktationsleistungen (305-Tage) umstellen ließ. Außerdem initiierte er die Blutgruppenprüfung und unterstützte den Aufbau eines Labors für Immungenetik und Biochemische Genetik. 1958 wurde er in den Ruhestand versetzt, war aber danach noch Gastprofessor für Tiergenetik an der Fakultät für Milchkunde der Universität in Illinois.

## Hauptwerk
- Geschlechtsverhältnis und Mehrlingsgeburten beim Rind. Diss. Univ. Wisconsin, 1930
- Abstammung und Tierzucht, 1937, 1941
- Wirtschaftliche Milchproduktion, 1938
- Ursachen der Milch- und Butterfettvariation bei Milchkühen, 1940
- Anatomie, Physiologie, Tierzucht und Rassen, 1942, 1945
- Pelztierhaltung, 1947
- Kompendium der Tiergenetik. 1949
- Die Bedeutung der Erblichkeit bei den Haustieren. Rendsburg, 1949
- Nachkommenprüfung in der Haustierzucht. Mit Alan Robertson. 1951
- Die Vererbung quantitativer Eigenschaften beim Haustier : Vortrag, gehalten anlässlich der Verleihung der Würde und Rechte eines Ehrendoktors der Landwirtschafts Fakultät der Christian-Albrechts-Univ. zu Kiel am 18. Mai 1951
- Handbuch der Tierzüchtung, in drei Bänden, hrsg. mit John Hammond und Fritz Haring, Berlin & Hamburg : Parey
  - Bd. 1: Biologische Grundlagen der tierischen Leistungen, 1958, 527 S.
  - Bd. 2: Haustiergenetik, 1959, 595 S.
  - Bd. 3: Rassenkunde
    - Halbband 1: Allgemeine Einführung, Pferde-, Rinderrassen, 1961, 496 S.
    - Halbband 2: Schweine-, Schaf-, Ziegen-, Geflügelrassen, Pelztiere, Kaninchen, 1961, 465 S.
- Beurteilung des Zuchtwertes der Haustiere für quantitative Eigenschaften. In: Handbuch für *Tierzüchter, Radebeul : Neumann Verlag, Band 1, 1959, S. 711–725
- Die Nachkommenprüfung von Bullen. In: Handbuch für Tierzüchter, Radebeul : Neumann Verlag, Band 1, 1959, S. 726–740
- Genetische Aspekte der Milchviehzucht, 1961
- Haustiergenetik und Tierzüchtung, mit Jan Rendel, 1963, 1966, (Übersetzungen ins Englische, Deutsche, Italienische, Russische, Spanische und Chinesische)
- Meilensteine der Genetik. Eine Einführung – dargestellt an den Entdeckungen ihrer bedeutendsten Forscher. 1980; übers. Hans Otto Gravert, Berlin & Hamburg : Parey, 1980
- Fortpflanzung, Vererbung und Züchtung des Nerzes. Burgdorf, 1982

## Auszeichnungen
- 1934 – 1939 Mitglied im Vorstand des Instituts für Tierzucht
- 1938 – 1950 Vorsitzender der Fachgruppe Nutztiere der nordischen Agrarwissenschaften
- 1949 stellv. Vorsitzender in der schwedischen Abteilung
- 1945 Mitglied und stellv. Vorsitzender der landwirtschaftlichen Forschung
- 1951 Vizerektor der Landwirtschaftlichen Universität Uppsala
- 1959 Gastprofessor für Tiergenetik an der Universität Illinois

- Mitglied des schwedischen Landwirtschafts-Forschungsrates
- 1942 – 1950 Leiter der Vereinigung der Schwedischen Landarbeiter
- Leiter des Rates für landwirtschaftliche Informationen
- Vizepräsident der schwedischen königlichen Akademie für Forst- und Landwirtschaft

- 1937 Fellow der Amerikanischen Gesellschaft zur Förderung der Wissenschaften
- 1951 Ehrenpromotion durch die landw. Fakultät der Christian-Albrechts-Universität zu Kiel[1]

- Ehrenpromotion durch die Universität Helsinki (Finnland)
- Ehrenpromotion durch das königliche Landwirtschaftskolleg Uppsala (Schweden)
- 1979 Hermann-von-Nathusius-Medaille in Gold der Deutschen Gesellschaft für Züchtungskunde (DGfZ)[2]